# Перевізька паланка
Перевізька (Інгульська) паланка — адміністративно-територіальна одиниця Війська Запорозького низового часів Нової Січі (1734–1775).

## Географія
Паланка була розташована вздовж лівого берега річки Інгульця, у північній частині майбутнього Херсонського повіту. Центром її була так звана Перевізка, біля правого берега Дніпра, на 2 версти нижче гирла Інгульця й на 2,5 версти нижче садиби власника села Фалєєвка — М.Комстадіуса (село Садове при впаданні річки Інгулець у Дніпро).
Окрім того, до неї належали села та кілька зимівників: Квакове, Білі Криниці, Давидів Брід, Блакитне, Шестірня, Пономареве, Кривий Ріг, Милове, Золота Балка, Осокорівка, Станіслав , Верхні Солонці (Софіївка), Бублікови (Олександрівка), Руська (Лимани), Кислякове (Лимани), Нижні Солонці (Олександрівка), Городище (Білозерка), Кізім (Кізомис), Глинище (Дніпровське), Широка Балка, Тернівка, Ракове та інші.

## Паланкові полковники
- Опанас Недоїд (Недойда, Недонко, Неденко) (1746-листопад 1747)
- Марко Великий (1750)
- Яків Дмитрів, Леонтій Таран (1752)
- Василь Топчій, Яким Ігнатович (Малий) (1753)
- Дмитро Стягайло (1754)
- Лаврін Томара 1755
- Яким Лелека (1756)
- Павло Кирилович (1757)
- Василь Федорів (1758)
- Прокіп Лебединець (1759—1760)
- Дем'ян Могила (1760)
- Карпо Кучер (1761—1762)
- Прокіп Прангул, Степан Блакитний (1763)
- Степан Блакитний, Семен Гаплик (1764)
- Тарас Кравець, Андрій Лях (1766)
- Тарас Чорний (1768)
- Федір Великий (1769)
- Боцко N. (1770)
- Сафрон Чорний (1771)
- Іван Кулик (1772)
- Корній Бородавка, Герасим Малий (1773)
- Степан Гелех, Корній Бородавка (1774)
- Корній Бородавка, Григорій Попович (1775)